# Edgar Mitchell
Edgar Dean Mitchell, detto Ed (Hereford, 17 settembre 1930 – West Palm Beach, 4 febbraio 2016) è stato un astronauta statunitense.
Fu il sesto uomo a porre piede sulla Luna nel corso della missione spaziale Apollo 14.

## Biografia
Nel 1952 Mitchell conseguì una laurea in gestione industriale presso il Carnegie Institute of Technology. Lo stesso anno entrò nella scuola ufficiali della U.S. Navy. Ricevette la qualifica di pilota ricercatore e fu assegnato allo Air Development Squadron Five fino al 1959. In seguito gli fu assegnata la guida della divisione navale per il Manned Orbiting Laboratory che ricoprì tra il 1964 e il 1965. Durante il servizio in marina conseguì una seconda laurea in scienze aeronautiche e un dottorato di ricerca in aeronautica ed astronautica presso il Massachusetts Institute of Technology nel 1964.
Il 4 aprile 1966 venne assunto alla NASA con il quinto gruppo di astronauti. Il 1º ottobre 1972 lasciò la NASA per fondare una ditta in proprio, la Edgar Mitchell Corporation a Palm Beach, Florida. Dopo aver sperimentato il viaggio nello spazio fondò l'Istituto di Scienze Noetiche, con sede nel Nord California, per approfondire lo studio delle potenzialità della mente. 
Massone, Mitchell fu membro della loggia Artesia Lodge N. 28 ad Artesia, nel Nuovo Messico. Sposato e padre di cinque figli, è morto il 4 febbraio 2016 a West Palm Beach.

## Il programma Apollo
Mitchell fu il pilota del modulo lunare della missione Apollo 14, la terza che riuscì a portare l'uomo sulla Luna nel 1971. Durante questa missione compì due attività fuori bordo per una durata complessiva di oltre nove ore. Mitchell fece parte degli equipaggi di riserva come pilota del modulo lunare nella missione precedente di Apollo 10 e in quella successiva di Apollo 16.

## Le opinioni sul fenomeno UFO e la vita extraterrestre
Il 23 luglio 2008, durante un'intervista radiofonica, Edgar Mitchell ha dichiarato di essere venuto a conoscenza, da ambienti militari e governativi, del fatto che il fenomeno UFO è reale, che ci sono stati contatti tra esseri umani ed esseri extraterrestri, e che ci sono contatti ancora in corso, senza peraltro saperne i motivi. Ha quindi confermato la teoria, sostenuta da molti ufologi, secondo cui i contatti con visitatori da altri pianeti sarebbero stati tenuti nascosti dai governi per 60 anni (teoria del complotto UFO).
Queste alcune sue parole:
Il 7 ottobre 2016 viene pubblicata da WikiLeaks una email spedita il 18 agosto 2015 verso John Podesta, nella quale Edgar Mitchell afferma di essere stato informato riguardo alla non tolleranza da parte degli ET verso conflitti militari nello spazio